# 津田清子
津田 清子（つだ きよこ、1920年6月25日 - 2015年5月5日）は、俳人。奈良県生。奈良女子師範（現在の奈良教育大学）卒。卒業後は小学校教師として勤務。当初は前川佐美雄のもとで短歌を学んでいたが、1948年、橋本多佳子の七曜句会に出席したことをきっかけに俳句に転向。多佳子に師事し「七曜」同人となるとともに、多佳子の師である山口誓子にも師事し誓子の「天狼」に投句。1951年に天狼賞を受賞、1955年「天狼」同人。1971年「沙羅」を創刊、主宰。1986年同誌を「圭」に改称。2000年、第六句集『無方』で第34回蛇笏賞受賞。2012年、「圭」を8月号で終刊。
代表句に「虹二重神も恋愛したまへり」など。多佳子の激しい叙情性と誓子の知的構成とを受け継ぎ、しばしば「硬質の叙情」と評される。句集に『礼拝』『二人称』『縦走』『葛ごろも』『七重』『無方』『津田清子句集』。俳人協会顧問。

## 著書
- 『現代俳句選集 縦走』牧羊社 1982
- 『自註現代俳句シリーズ 津田清子集』俳人協会 1982
- 『葛ごろも 津田清子句集』圭の会叢書 1988
- 『七重 句集』編集工房ノア 1991
- 『花神コレクション 俳句 津田清子』花神社 1993
- 『無方 句集』編集工房ノア 1999
- 『津田清子俳句集』本阿弥書店 2000

### 共著
- 『俳句の現在 津田清子集 鯤|中村苑子集 非時の花』三一書房 1990
- 『証言・昭和の俳句 下』沢木欣一,中村苑子,三橋敏雄,古沢太穂,佐藤鬼房,深見けん二,黒田杏子共著 角川選書 2002

## 句
監視きびしき中少年囚蝶手掴む